# Stugsund

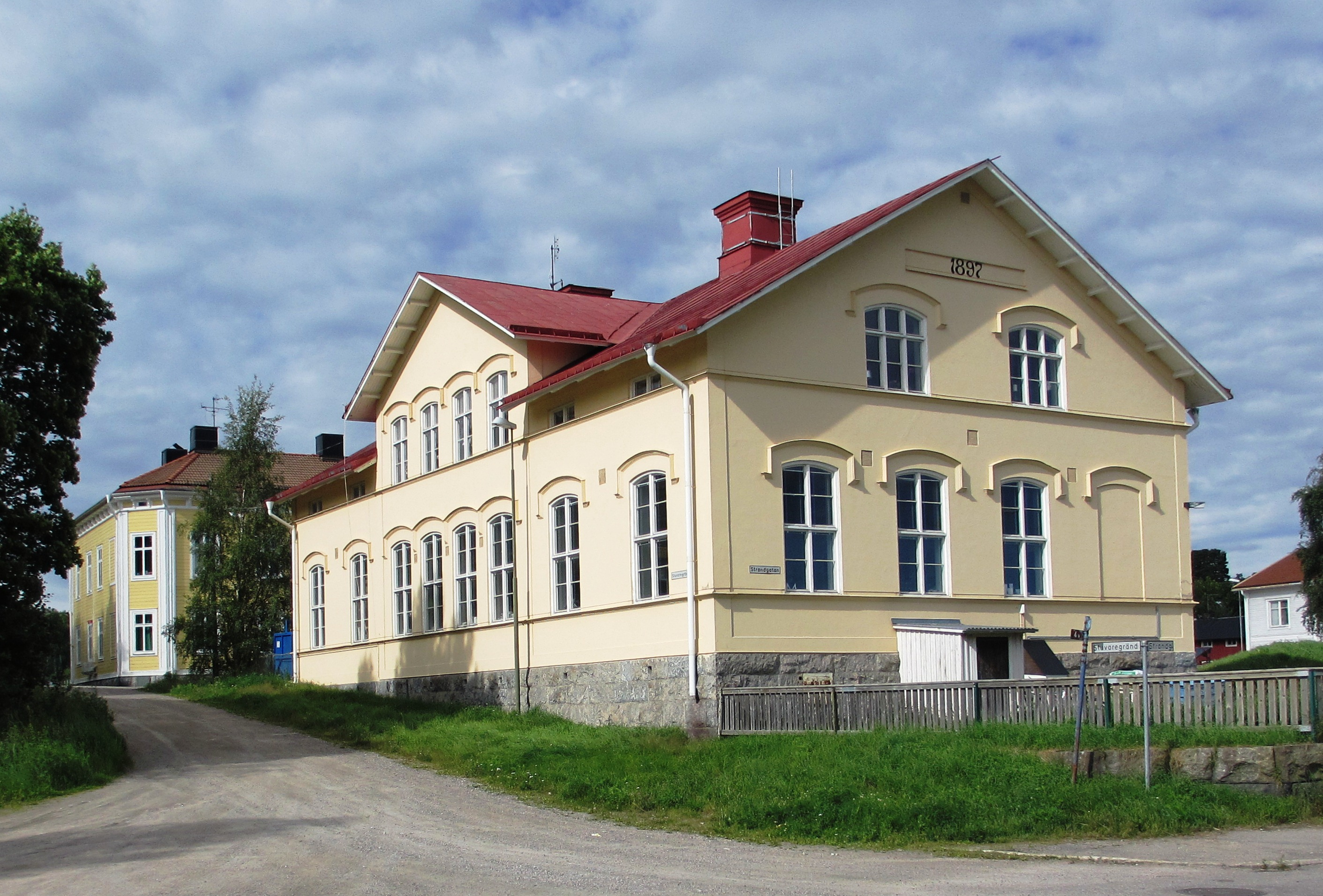
Stugsunds gamla skola

Stugsund är en stadsdel i Söderhamn där stadens huvudhamn är belägen. Kajen är en av Norrlands längsta med sina 995 meter, men idag är hamnen för grund för att större fartyg ska kunna lägga till där.
När Söderhamn brann den 22 juli 1876 ville Söderhamns starke man, Johan Gustaf Brolin, flytta stadens centrum till Stugsund, som redan då tillhörde stadens område. Man ritade en stadsplan för "Staden vid sundet" men eftersom kyrkan i Söderhamn ej skadats i branden så förblev Stugsund endast en hamn. Stadsplanen finns idag som en tavla på Förvaltningshuset i Söderhamn
I Stugsund har det funnits många vackra byggnader från hamnens storhetstid. Bland annat var Värdshuset i Stugsund känt över hela Norrlandskusten och Brolins villa hade en fantastisk utsikt över havet. Av dessa byggnader finns bara Brolins torn kvar. Det står som ett lusthus vid SM-möbler i Söderala. Endast några få gamla trähus finns kvar efter 1960- och 70-talets rivningsvåg. Det finns ingen butik eller post kvar. 
Landslagsbacken i fotboll Petter Hansson kommer ursprungligen härifrån.